# Gereute (Wertach)
Gereute ist ein Ortsteil der Marktgemeinde Wertach im schwäbischen Landkreis Oberallgäu.

## Geografie
Der Weiler Gereute liegt etwa drei Kilometer nordwestlich von Wertach auf einem aussichtsreichen Höhenrücken, rund 1100 m ü. NHN.

## Sehenswürdigkeiten
In dem Weiler befindet sich die katholische Kapelle Mariä Heimsuchung von 1717.
Siehe auch: Liste der Baudenkmäler in Gereute